# Each to His Kind
Each to His Kind er en amerikansk stumfilm fra 1917 af Edward LeSaint.

## Medvirkende
- Sessue Hayakawa som Rhandah.
- Tsuru Aoki som Nada.
- Vola Vale som Amy Dawe.
- Ernest Joy som Marcy.
- Eugene Pallette som Dick Larimer.